# Monsterhandbuch
Das Monsterhandbuch (englisch Monster Manual) ist ein Bestiarium für das Pen-&-Paper-Rollenspiel Dungeons & Dragons und bildet zusammen mit dem Spielleiterhandbuch und Spielerhandbuch das Grundregelwerk einer jeden Edition dieses Spieles. Die erste Version des Monsterhandbuches, geschrieben von Gary Gygax, erschien im Jahre 1977 bei Tactical Studies Rules (TSR). Das Buch enthält Beschreibungen diverser Monster, die teilweise aus Mythologie und Legenden der echten Welt entlehnt sind, teilweise auch für das Rollenspiel neu geschaffen wurden. Bekannte Beispiele für solche neu geschaffenen Monster sind etwa Gedankenschinder, von H. P. Lovecrafts Cthulhu-Mythos inspirierte humanoide Kreaturen mit Tentakeln, die sich von menschlichen Gehirnen ernähren. Der Eintrag eines jeden Monsters enthält eine Beschreibung der Kreatur, ihres Habitats und typischer Verhaltensweisen, meist ein Artwork des Monsters sowie eine Tabelle mit den Attributswerten und Fähigkeiten dieser Kreatur, in den Regeln als Statblock oder Wertekasten bezeichnet.

## Ausgaben

### Advanced Dungeons & Dragons
Das erste Monster Manual, geschrieben von Gary Gygax, erschien im Jahre 1977 als 108-seitiges Buch und war das erste der drei Bücher des Basisregelwerkes für die damals neue Edition Advanced Dungeons & Dragons sowie das erste Hardcover-Buch überhaupt, das für eine Dungeons-&-Dragons-Edition erschien. Das Cover des 350 alphabetisch gereihte Monster enthaltenden Buches wurde von David C. Sutherland III gestaltet. Wie auch die späteren Monster Manuals enthielt diese Ausgabe schon Beschreibungen, Attributswerkte und Abbildungen der Monster. Bis zum Jahre 1989 erschienen 15 Auflagen des Monster Manuals mit lediglich geringfügigen Änderungen, wobei die wichtigste Änderung ein durch Jeff Easley neugestaltetes Cover war.
Reprints des ersten Monster Manuals erschienen in den Jahren 1999 und 2012.
Mit dem Fiend Folio und dem Monster Manual II erschienen später ergänzende Bestiarien für Advanced Dungeons & Dragons, wobei das Fiend Folio bekannte humanoide Monster wie Dunkelelfen, Githyanki und Githzerai einführte, aus denen später die entsprechenden Rassen für Spielercharaktere hervorgingen, und das Monster Manual II Tabellen für zufällige Monster-Begegnungen in diversen Terrains enthielt.

### Advanced Dungeons & Dragons, 2. Edition
Das im Jahre 1989 erschienene Monstrous Compendium, das anstelle eines Monster Manuals Teil des Basisregelwerkes war, war kein Hardcover-Buch, sondern eine Mappe mit losen Blättern. Die Grundversion enthielt 140 Monster; im Laufe der Zeit wurden mehrere Erweiterungen veröffentlicht, die Monster für spezifische Spielwelten enthielten. Durch dieses Format sollte es dem Dungeon Master einfach gemacht werden, die Monster, die für die Spielrunde benötigt werden, bereitzuhalten. Das Format erwies sich jedoch aufgrund der mangelnden Haltbarkeit der losen Blätter als eher ungeeignet.
Im Jahre 1993 erschien das Monstrous Manual, das auf 384 Seiten alle Monster der Grundversion und ersten Erweiterung des Monstrous Compemdiums enthielt. Spätere Erweiterungen des Monstrous Compendium wurden in Form von Paperback-Büchern als Ergänzungen zum Monstrous Manual veröffentlicht.

### Dungeons & Dragons, 3. Edition
Am 1. Oktober 2000 erschien das 224-seitige Monster Manual für die 3. Edition von Dungeons & Dragons als drittes und letztes Buch des Basisregelwerkes. Das Hauptaugenmerk des von Skip Williams gestalteten Buches lag dabei auf der Anpassung der existierenden Monster an die neuen Regeln der 3. Edition.
Später erschienen eine neue Ausgabe des Fiend Folio sowie ein Monster Manual II für die 3. Edition, die ebenso hauptsächlich aktualisierte Monster älterer Dungeons-&-Dragons-Editionen enthielten.

### Dungeons & Dragons, Edition 3.5
Mit der Revision der 3. Edition zur Version 3.5 wurde auch das Monster Manual überarbeitet. Die neue Version, gestaltet von Rich Baker und Skip Williams, erschien im Juli 2003 und enthält angepasste Monster auf 320 Seiten. Schwerpunkt war die Klarstellung der Regeln in den Monster-Einträgen, etwa die Unterteilung der Angriffe in Standard-Angriffe und vollständige Angriffssequenzen. Als Verleger dieser und der späteren Versionen tritt nicht mehr TSR, sondern Wizards of the Coast auf.
Für die Version 3.5 erschienen im Laufe der Zeit weitere Bestiarien unter den Titeln Monster Manual III, Monster Manual IV, Monster Manual V und Monster Manual: Special Edition.

### Dungeons & Dragons, 4. Edition
Das Monster Manual zur 4. Edition wurde von Mike Mearls, Stephen Schubert und James Wyatt gestaltet und erschien zusammen mit den anderen beiden Büchern des Basisregelwerkes am 6. Juni 2008. Auf dem Cover war der Dämonenprinz Orcus zu sehen.
Später erschienen noch Monster Manual 2 und Monster Manual 3 für die 4. Edition, wobei letzteres ein neues Format für die Monster-Einträge einführte. Im anschließend veröffentlichten Monster Vault sind Monster aus dem ursprünglichen Monster Manual der 4. Edition enthalten, die an dieses neue Format angepasst wurden.

### Dungeons & Dragons, 5. Edition
Am 30. September 2014 erschien das 350-seitige Monster Manual als letztes Buch des Basisregelwerkes der 5. Edition. Zum gestaffelten Release der drei Bücher sagte Jeremy Crawford, der zusammen mit Mike Mearls für das Regelwerk der 5. Edition verantwortlich war, dass es aufgrund der geringen Größe des Teams und der hohen Qualitätsansprüche nicht möglich war, alle drei Bücher zeitgleich zu veröffentlichen. Das Cover des Monster Manuals zeigt Xanathar, einen Betrachter, der Abenteurer im Unterreich attackiert.
Die deutsche Übersetzung des Monster Manuals wurde von Ulisses Spiele verlegt, bis Wizards of the Coast sich entschied, ab 2021 auch die Übersetzungen der Regelbücher selbst zu publizieren.
Mit Volo's Guide to Monsters und Mordenkainen's Tome of Foes sowie Mordenkainen Presents: Monsters of the Multiverse erschienen im Laufe der Zeit weitere Bestiarien für die 5. Edition, wobei in letzterem größere Änderungen bezüglich des Formats der Monster mit Zauberfähigkeiten eingeführt wurden.